# Locke & Key
Locke & Key es una historieta escrita por Joe Hill e ilustrada por Gabriel Rodríguez publicada por IDW Publishing entre 2008 y 2013.

## Argumento
Durante la Revolución Americana, un grupo de rebeldes, se esconde debajo de la futura mansión Keyhouse, donde descubren un portal a otra dimensión, Leng, llena de demonios que pueden hipnotizar y poseer a cualquiera que los vea o toque. Sin embargo, cuando los demonios intentan entrar en el mundo real, se colapsan en trozos de hierro "susurrante", que el joven herrero Benjamin Locke forja en una variedad de llaves mágicas, incluyendo la llave Omega y la puerta negra, que sellan la entrada de la dimensión. La magia de Keyhouse evoluciona gradualmente a lo largo de los años, incluyendo un hechizo que hace que los ocupantes se olviden de las llaves y la magia de la casa cuando cumplen los 18 años. En 1988, un grupo de adolescentes, después de haber usado las llaves en sus años de escuela secundaria, deciden abrir la puerta negra con la llave Omega, con la esperanza de engañar a un demonio a entrar en el mundo real con el fin de proporcionar más metal con el que hacer más llaves mágicas. Sin embargo, el hermano menor de Rendell Locke sigue al grupo y es hipnotizado por la puerta. En su intento por atravesar la puerta negra, es detenido por Dodge, que pone accidentalmente su mano a través de la puerta, llegando a ser poseído. Después de conspirar para matar a sus amigos, Rendell mata a Dodge, atrapando su alma poseída en el pozo.
Muchos años después, el espíritu de Dodge llega a comunicarse con el joven Sam Lesser, y lo convence para atacar a los Lockes y matar a Rendell, en busca de la llave de la puerta negra, así como una llave para liberarle del pozo. Después del horrible asesinato de su padre, los niños Locke, Tyler, Kinsey y Bode se mudan con su madre Nina a Keyhouse y comienzan descubrir sus secretos. Sam escapa de prisión y sigue a los Locke, recupera la llave "En cualquier lugar" que permite a Dodge escapar del pozo. Dodge luego mata a Sam y vuelve a Lovecraft en el mismo cuerpo que tenía treinta años antes.
Dodge vuelve a la escuela secundaria bajo el disfraz de un nuevo estudiante, intimidando a su manera en la casa de uno de los maestros de Kinsey y antiguos amigos de Dodge. Durante el próximo año, Dodge en secreto intenta recuperar las distintas llaves, en particular, la llave Omega. Dodge es finalmente descubierto, pero se las arregla para cambiar de cuerpo y poseer a Bode antes de que lo puedan matar. Ahora libre para explorar la casa como Bode, Dodge finalmente encuentra la llave Omega y organiza una fiesta en las cuevas, donde se encuentra la puerta negra, la noche del baile de graduación, para liberar a varios demonios que posean a los estudiantes. Tyler consigue vencer a Dodge y que su espíritu regrese de nuevo al pozo. Aunque el cuerpo vacío de Bode es incinerado, con la ayuda de la llave "Animal" y de un gorrión Bode consigue volver a su cuerpo. En el epílogo, Tyler regresa al pozo para finalmente liberar al espíritu de Dodge del demonio, utilizado un trozo de hierro susurrante que heredó de su padre para forjar la llave "Alpha".

## Arcos argumentales

### "Bienvenidos a Lovecraft"
"Welcome to Lovecraft" en la versión original en inglés. En España, la editorial Panini lo publicó en un tomo recopilatorio en agosto de 2009.
| Número | Lanzamiento           | Resumen |
| ------ | --------------------- | --- |
| #1     | 20 de febrero de 2008 | Tras la muerte de su padre, Tyler, Kinsey y Bode Locke se mudan con su madre a la finca de la familia, Keyhouse, situada en Lovecraft, Massachusetts. Sam Lesser, uno de los adolescentes que asesinaron al Sr. Locke, se encuentra en un centro de detención de menores y, al mirar el agua, se comunica con una fuerza sobrenatural que promete liberarlo. Bode Locke, el más joven de la familia, descubre la llave Fantasma, que separa su espíritu de su cuerpo |
| #2     | 26 de marzo de 2008   | Bode continúa experimentando con la llave Fantasma y en su forma incorpórea, espía a su hermano, hermana, y madre. Durante sus viajes, Bode descubre un pozo que alberga una criatura con la apariencia de una chica adolescente, se trata de la fuerza sobrenatural que se comunicaba con Sam Lesser. |
| #3     | 30 de abril de 2008   | Sam Lesser utiliza las herramientas que le entrega la chica del pozo para escapar del centro de detención. |
| #4     | 28 de abril de 2008   | Sam Lesser viaja por los U.S.A de camino a Keyhouse. |
| #5     | 25 de junio de 2008   | La familia Locke es retenida en Keyhouse por Sam Lesser que está buscando la llave "A cualquier lugar" para la chica del pozo. |
| #6     | 30 de julio de 2008   | Bode descubre la llave "A cualquier lugar" y acuerda dársela a la chica del pozo a cambio de que esta deje de manipular a Sam Lesser. Utilizando la llave "A cualquier lugar" la chica sale del pozo y lanza a Sam a través de la puerta fantasma asegurándose de que no pueda regresar a su cuerpo. |

### "Juegos mentales"
"Head games" en la versión original en inglés. En España, la editorial Panini lo publicó en un tomo recopilatorio en mayo de 2010.
| Número | Lanzamiento           | Título              | Resumen |
| ------ | --------------------- | ------------------- | --- |
| #1     | 28 de enero de 2009   | Interludio          | El profesor Joe Ridgeway reconoce a Zack Wells como Lucas Caravaggio, un adolescente que desapareció hace más de veinte años, junto a otros estudiantes, y que durante mucho tiempo ha sido dado por muerto. Joe intenta averiguar la verdad pero Zack lo impide. |
| #2     | 25 de febrero de 2009 | Capítulo uno        | La muerte del profesor Joe Ridgeway conmueve a Kinsey y Tyler Locke que buscan consuelo en Zack Wells, sin saber que él es el asesino. Mientras tanto, Bode Locke intenta desentrañar el secreto de la llave "Cabeza".                                            |
| #3     | 04 de marzo de 2009   | Capítulo Dos        | Kinsey, Tyler, y Bode descubren que la llave "Cabeza" permite abrir la mente de la gente y manipular su memoria. |
| #4     | 08 de abril de 2009   | Capítulo Tres       | Tyler toma la decisión de compartir con otros los poderes de la llave de la cabeza y Kinsey opta por eliminar la tristeza y el miedo de su mente. |
| #5     | 20 de mayo de 2009    | Capítulo Cuatro     | Dodge utiliza la llave "Cabeza" con Duncan Locke para borrarse de sus recuerdos. |
| #6     | 01 de julio de 2009   | Epílogo-Army of One | Vemos como Dodge manipula a Ellie sin usar la llave "Cabeza" mediante flashbacks sobre su vida de adolescentes. |

### "Corona de sombras"
"Crown of Shadows" (en inglés) en la versión original. En España, la editorial Panini lo publicó en un tomo recopilatorio en mayo de 2012.
| Número | Lanzamiento             | Título                   | Resumen |
| ------ | ----------------------- | ------------------------ | --- |
| #1     | 11 de noviembre de 2009 | The Haunting of Keyhouse | Aunque Sam Lesser esté muerto, su espíritu aún se encuentra en la mansión Keyhouse y a principios de octubre descubre que Dodge está buscando la llave "Omega".                                             |
| #2     | 16 de diciembre de 2009 | In the Cave              | Kinsey Locke se adentra en las cuevas que hay por debajo de Keyhouse buscando respuestas a los misterios que rodean a Keyhouse y la familia Locke.                                                          |
| #3     | 17 de febrero de 2010   | Last Light               | Dodge se hace con la "Corona de sombras" y la llave "Sombra", con ellas controla a las sombras para atacar a los hermanos Locke.                                                                            |
| #4     | 17 de marzo de 2010     | Shadow Play              | Kinsey y Bode se encuentran en una batalla, aparentemente imposible de ganar contra un ejército creciente de sombras vivientes, mientras que Tyler se enfrenta a Dodge en un duelo de ingenio y voluntades. |
| #5     | 28 de abril de 2010     | Light of Day             | Tyler se hace con la llave "Gigante" y con la ayuda de un faro vence a las sombras de Dodge. |
| #6     | 14 de julio de 2010     | Beyond Repair            | Nina Locke estando borracha descubre la llave "Reparadora", pero pronto descubre que no es capaz de reparar todo.                                                                                           |

### "Las llaves del reino"
"Keys to the Kingdom"  en la versión original en inglés. En España, la editorial Panini lo publicó en un tomo recopilatorio en marzo de 2013.
| Número | Lanzamiento             | Título                    | Resumen |
| ------ | ----------------------- | ------------------------- | --- |
| #1     | 11 de agosto de 2010    | Gorrión                   | Bode Locke encuentra la llave "Animal" que le permite cambiar la forma de su cuerpo a la del animal que elija.                                                                            |
| #2     | 20 de octubre de 2010   | Blanco                    | En un día de invierno Kinsey Locke se encuentra con la mentalmente inestable anciana Erin Voss, pero las locuras que ella dice parecen tener sentido para Kinsey.                         |
| #3     | 24 de noviembre de 2010 | Febrero                   | Rufus Whedon acude a la mansión Keyhouse y descubre que puede hablar con el fantasma de Sam Lesser, que intenta convencerle para que le ayude.                                            |
| #4     | 26 de enero de 2011     | Bajas                     | Desde la perspectiva de Rufus Whedon, vemos como el Escuadrón Extraño junto al sargento Rufus Whedon y Bode Locke irrumpen en una mansión encantada guiados por una fantasma.             |
| #5     | 02 de marzo de 2011     | Detectives, Primera Parte | Tyler Locke empieza a investigar los misterios que rodean a la chica del pozo y todas las prueban apuntan a una sola persona: Zack Wells.                                                 |
| #6     | 27 de abril de 2011     | Detectives, Segunda Parte | Tyler se enfrenta a Zack y le desenmascara como Dodge y la chica del pozo, su enemigo de los últimos meses. Kinsey logra matar a Zack pero su alma se había alojado en el cuerpo de Bode. |

### "Mecanismos de relojería"
"Clockworks"  en la versión original en inglés. En España, la editorial Panini lo publicó en un tomo recopilatorio en junio de 2013.
| Número | Lanzamiento             | Título                        | Resumen |
| ------ | ----------------------- | ----------------------------- | --- |
| #1     | 20 de julio de 2011     | El Hijo del Relojero          | En los primeros días de la Guerra de la Independencia estadounidense, la mansión Keyhouse es tomada por el ejército mientras los rebeldes se esconden en las cuevas que hay debajo. La puerta negra es abierta y el joven herrero Ben Locke debe encontrar una manera para cerrarla.                                                                        |
| #2     | 31 de agosto de 2011    | SMASH!                        | Kinsey y Tyler con la llave "Tiempo" aprenden la historia de su familia, las llaves y la puerta negra. |
| #3     | 14 de diciembre de 2011 | Los Domadores de la Tempestad | Rendell y sus amigos triunfan su obra de teatro. Pero el padre de Mark Cho no fue a verla y el padre de Kim no la dejará ir a la universidad que ella quería. Rendell propone bajar a las cuevas y fabricar una llave que les permita llevar algo de magia por el resto de sus vidas.                                                                       |
| #4     | 01 de febrero de 2012   | El Hierro Susurrante          | Los protectores de las llaves bajan a las cuevas para abrir la puerta negra y conseguir más "hierro susurrante". Pero el plan les sale mal cuando Duncan aparece quedando expuesto al hipnosis de la puerta. Lucas lo salva pero en el proceso un demonio de la puerta le roza el brazo accidentalmente.                                                    |
| #5     | 14 de marzo de 2012     | Adultos                       | Lucas "Dodge" Caravaggio regresa de la cueva infectado por un demonio del alma, y sus amigos deciden extraerle sus recuerdos para limitar el daño que pueda causar sin saber que nunca será el mismo. Los días siguientes Lucas se convierte en una persona ajena a cualquier sentimiento humano dejando destrozados a sus amigos a quienes ya no reconoce. |
| #6     | 16 de mayo de 2012      | Telón                         | Los protectores de las llaves intentan detender a Dodge cuando este secuestra a Duncan y obliga a Rendell y a los demás a que le den la llave omega. Después de la muerte de Lucas sus amigos al ser mayores de edad se olvidan de las llaves y toman caminos difernentes.                                                                                  |

### "Alfa y Omega"
El último arco argumental es "Alpha & Omega" en la versión original en inglés, e incluye 5 números de "Omega" y 2 de "Alpha". En España, la editorial Panini lo publicó en un tomo recopilatorio en junio de 2014.
| Número   | Lanzamiento              | Título                    | Resumen |
| -------- | ------------------------ | ------------------------- | --- |
| Omega #1 | 14 de noviembre de 2012  | Nuestros Arrepentimientos | Dodge tiene la llave "Omega" y planea en que momento utilizarla |
| Omega #2 | 19 de diciembre de 2012  | El Soldado                | El fantasma de Bode Locke sigue en la mansión Keyhouse pero nadie de los que allí viven puede verle u oírle. Cuando su viejo amigo Rufus Whedon llega para despedirse descubre que es el único que puede ayudarle. |
| Omega #3 | 20 de febrero de 2013    | El Último Baile           | Mientras Kinsey Locke y el resto de estudiantes del instituto Lovecraft se preparan para el baile, Dodge utiliza la corona y llave "Sombra" para preparar su plan. |
| Omega #4 | 03 de abril de 2013      | Sacrificios Humanos       | Los alumnos del instituto Lovecraft acuden a una fiesta en las cuevas bajo la mansión Keyhouse, sin saber que se trata de una trampa preparada por Dodge |
| Omega #5 | 05 de junio de 2013      | La Caída                  | Dodge consigue abrir la puerta negra y encerrar a los alumnos en la cueva, con la ayuda de las sombra les obliga a acercarse a la puerta negra para ser poseídos por sus hermanos demonios. |
| Alpha #1 | 11 de septiembre de 2013 | Alpha                     | Tyler, Duncan y Nina luchan contras las sombras, esta última accidentalmente provoca un incendio en Keyhouse. Tyler consigue fabricar una nueva llave con el metal susurrante que heredó de su padre. La llave "Alpha" permite sacar a los demonios de las almas de aquellos que han sido poseídos. Tyler con la llave y la ayuda de los recuerdos de Erin Voss consigue liberar a los estudiantes de la posesión demoníaca, pero el proceso acaba matándolos. Dodge, en el cuerpo de Bode, consigue escapar de Tyler, pero Rufus le encuentra lo hace entrar en la caseta del pozo y el espíritu de Dodge desaparece, dejando al cuerpo de Bode sin vida. |
| Alpha #2 | 18 de diciembre de 2013  | Epílogo: La Última Puerta | Han pasado tres semanas desde el último número en las que Tyler y Kinsey han estado en el hospital y no han podido evitar que su madre incinerara el cuerpo del pequeño Bode. Tyler invoca en la caseta del pozo a Lucas Caravaggio para liberarlo con la llave "Alpha". Kinsey le devuelve los recuerdos a Erin Voss. Uno de los pájaros amigos de Bode se sacrifica pasando por la puerta fantasma y con la llave "Animal" Tyler transforma su cuerpo para que el fantasma de Bode pueda habitarlo. Rufus se queda a vivir con la familia Locke. |

### Especiales
En 2012 se anunció que 6 especiales de Lock & Key se recopilaron bajo un tomo llamado "Golden Age", que en España fue publicado por la editorial Panini en mayo de 2022.
En España, la editorial Panini publicó en febrero de 2018 "Locke & Key: Cielo y tierra", un tomo recopilatorio con los especiales publicados hasta ese momento.
| Lanzamiento             | Título                                      | Resumen |
| ----------------------- | ------------------------------------------- | --- |
| mayo de 2009            | IDW: 10° aniversario                        | En el décimo aniversario de la editorial IDW, se publicó un cómic con varias historias cortas de las series que publicaban. La correspondiente a Lock & Key se centra en Bode Locke, que está en el bosque y necesita ir al baño pero sus hermanos no quieren regresar a la mansión. En el bosque encuentra una pequeña caseta con una llave con la forma del logotipo de IDW |
| 23 de noviembre de 2011 | Abre la luna (Guía de las llaves conocidas) | En 1912, el pequeño Ian Locke se encuentra muy enfermo y sin cura posible, su padre decide llevar a su hijo en un viaje en globo y con la ayuda de una llave mostrarle el interior de la luna. Incluye una guía sobre las llaves. |
| 29 de agosto de 2012    | Grindhouse                                  | Durante la época de la gran depresión, tres antiguos empleados de Keyhouse vuelven a la mansión para robar. La familia Locke usando las llaves se deshace de ellos. Este número incluye una guía y planos de la mansión. |
| 12 de 2016              | Locke & Key: Mundo pequeño                  | Chamberlin Locke regala a sus dos pequeñas hijas una casa de muñecas por su cumpleaños, pero el juguete resulta ser también una puerta a peligros en Keyhouse. |

Entre 2019 y 2020 se publicaron dos nuevas entregas one-shot especiales de la serie.
| Lanzamiento     | Título                          | Resumen |
| --------------- | ------------------------------- | ------- |
| Octubre de 2019 | Canícula y Días de Perros       |         |
| Agosto de 2020  | ...en pálidos batallones van... |         |

En abril de 2021 un evento especial fue publicado en dos nuevos one-shot esta vez con un cruce con el universo Sandman
| Lanzamiento            | Título        | Resumen |
| ---------------------- | ------------- | ------- |
| Abril de 2021          | Hell & Gone 1 |         |
| 2 de noviembre de 2021 | Hell & Gone 2 |         |

## Premios y nominaciones
En 2009 Locke & Key fue nominado como "Mejor serie limitada" y Joe Hill como "Mejor escritor" en los premios Eisner.
En 2009 ganó el premio a "Mejor cómic o novela gráfica" en los premios British Fantasy Award.
En 2011 Joe Hill ganó el premio Eisner a "Mejor escritor", la serie además obtuvo 3 nominaciones: "Mejor número único", "Mejor serie continuada" y "Mejor dibujante".
En 2012 volvió a ganar el premio a "Mejor cómic o novela gráfica" en los premios British Fantasy Award.

## En otros medios

### Adaptación fallida para televisión
Dimension Films adquirió los derechos para adaptar el cómic a la televisión, pero en febrero de 2010 perdió los derechos y pasaron a DreamWorks que contraró a Alex Kurtzman y Roberto Orci para el proyecto. En agosto de 2010 Steven Spielberg, se unió al proyecto como productor decidiendo hacer una serie de televisión con Josh Friedman como guionista y showrunner. Este proyecto nunca llegó a realizarse.
20th Century Fox Television adquirió los derechos y Mark Romanek dirigió el capítulo piloto en febrero de 2011. Pero en mayo de 2011 la cadena Fox anunció que el proyecto no vería la luz.
El capítulo piloto fue proyectado en la Convención Internacional de Cómics de San Diego de 2011 y el tráiler puede ser encontrado en internet.

### Película
Una trilogía de películas fue anunciada durante la Comic-con de San Diego de 2014 con Alex Kurtzman, Roberto Orci, Bobby Cohen y Ted Adams como productores junto a Universal Pictures.
En octubre de 2015 Joe Hill confirmó que el proyecto para una película había sido cancelado pero que aún era posible una adaptación para televisión.

### Adaptación de Netflix
Hulu encargó un episodio piloto a Andy Muschietti, pero la plataforma rechazó realizar una serie tras visionarlo. Muschietti lo presentó a Netflix que compró los derechos de adaptación del cómic, pero decidió realizar una nueva producción con Muschietti, Carlton Cuse, Meredith Averill y Joe Hill como productores ejecutivos. El reparto está encabezado por Connor Jessup, Emilia Jones y Jackson Robert Scott como Tyler, Kinsey y Bode Locke. Su estreno fue el 7 de febrero de 2020.

#### Elenco y personajes
- Emilia Jones como Kinsey Locke
- Connor Jessup como Tyler Locke
- Jackson Robert Scott como Bode
- Bill Heck como Rendell Locke
- Darby Stanchfield como Nina Locke
- Aaron Ashmore como Duncan Locke
- Laysla De Oliveira como Dodge
- Thomas Mitchell Barnet como Sam Lesser